# Lorrie Morgan
Lorrie Morgan (Nashville, 1959. június 27. –) amerikai countryénekesnő.

## Pályafutása
A countryzenész George Morgan (1924–1975) lányaként Lorrie már fiatalon kapcsolatba került a zeneiparral. 13 évesen lépett fel először a The Grand Ole Opry színpadán. A „Paper Roses” című daláért vastapsot kapott, ami meghatározó pillanat volt a fiatal énekesnő számára. Apja korai halála után egykori zenekarának tagjaival próbálta folytatni pályafutását. Végül Nashville-be költözött, ahol dalszerzőként és demóénekesként talált munkát a az Acuff-Rose Music kiadónál.
1979-től a saját Hickory Records kiadójánál számos kislemezt rögzített, amelyek többnyire a top 100-ba bejutottak. Egy duett a néhai édesapjával elektronikusan készült „I'm Completely Satisfied With You” a 93. helyet érte el a country toplistákon.
Első házassága kudarcot vallott. 1986-ban hozzáment Keith Whitley country zenészhez, akit az RCA Records szerződötetett. Noha most már rendszeresen szerepelt a Grand Ole Opry-n, karrierje alig haladt előre. Ő csak 1988-ban kapott lemezszerződést az RCA Recordstól.
Első albumuk, a "You Can Leave The Light On" 1989-ben jelent meg. Számos kislemezük bekerült a legjobb 10 és 20 közé. Lorrie Morgan a „Five Minutes”-szal 1990-ben érte el első kasszasikerét. Egy dalt, amelyet férjével közösen rögzített, az év vokális eseményének választotta a Country Music Association.
Keith Whitley 1989 közepén alkoholmérgezésben meghalt.
Morgan második RCA-albuma, a „Something In Red” hozta meg számára az igazi kereskedelmi áttörést. Több mint egy évig az albumlistákon maradt, és platinalemez lett. A „What Part Of No” című kislemez az első helyre került.
A siker megismétlődött a következő albummal. A BNA Recordsnál készült „Watch Me” is platinalemez lett, a címadó dal pedig az országos listák első helyére került.Következő albumaik is előkelő helyezéseket értek el, míg a kislemezek kevésbé voltak sikeresek. 1995-ben az "I Did't Know My Own Strength" is első lett.
Morgan magánéletét továbbra is zűrzavar jellemezte. Súlyos egészségügyi problémák is voltak. Nem sokkal harmadik házassága után el kellett távolítani a méhét. Kicsit később feltűnést keltett a Dallas Cowboys hátvédjével való kapcsolatával. 1997-ben hozzáment a fiatal zenészhez, Jon Randallhoz, aki tíz évvel volt fiatalabb nála. Ez A házasság két évvel később válással végződött. Viszont a Randallal készített „By My Side” duett bekerült a top 20-ba.
2001-ben Morgan összeházasodott Sammy Kershaw-val. Ez a házasság minden volt, csak nem boldog. Nyilvános verekedések és kölcsönös büntetőjogi vádak voltak. A válási kérelmet visszavonták.
Morgan utolsó Top 40-es slágere, a "He Drinks Tequila" szerepelt. Az énekesnő ezután elvesztette hosszú távú szerződéseit és aláírt a független Image Recordshoz. A következő albumok azonban megbuktak.
2008 őszén bejelentette, hogy pénzügyi nehézségekkel küzd, és személyi csődöt kellett jelentenie, mert már nem tudja teljesíteni milliós nagyságrendű kötelezettségeit. A következő album, az "A Moment in Time" 2009 októberében jelent meg a Stroudavarious Recordsnál, 14 feldolgozást tartalmaz hagyományos country slágerekből.
2010. szeptember 15-én férjhez ment hatodik férjéhez, Randy White-hoz (aki egykori jól ismert futballista volt). 2009 óta duóként lép fel Pam Tillisszel (Mel Tillis countryénekes lányával). Pam Tillissel együtt turnéznak.

## Albumok
- 1989: Leave the Light On
- 1991: Something in Red
- 1992: Watch Me
- 1993: Merry Christmas from London
- 1994: War Paint
- 1996: Greater Need
- 1997: Shakin' Things Up
- 1998: Secret Love
- 1999: My Heart
- 2004: Show Me How
- 2008: I Walk Alone
- 2009: A Moment in Time
- 2013: Dos Divas (with Pam Tillis)
- 2016: Letting Go... Slow
- 2017: Come See Me and Come Lonely (with Pam Tillis)

## DVD
- 2002: Colour of Roses
- 2004: Video Hits

## Díjak
- 1990, 1994: Country Music Association Awards
- Academy of Country Music Awards − 6 jelölés
- Grammy-díj − 3 jelölés